# Rio Bedija
Bedija é um rio espanhol da província de Castela-Mancha, afluente do Rio Riánsares.